# Batrachylodes
Batrachylodes là một chi động vật lưỡng cư trong họ Ceratobatrachidae, thuộc bộ Anura. Chi này có 8 loài và không bị đe dọa tuyệt chủng.

## Danh sách loài
- Batrachylodes elegans Brown & Parker, 1970
- Batrachylodes gigas Brown & Parker, 1970
- Batrachylodes mediodiscus Brown & Parker, 1970
- Batrachylodes minutus Brown & Parker, 1970
- Batrachylodes montanus Brown & Parker, 1970
- Batrachylodes trossulus Brown & Myers, 1949
- Batrachylodes vertebralis Boulenger, 1887
- Batrachylodes wolfi (Sternfeld, 1920)